# Clyde L. Garrett

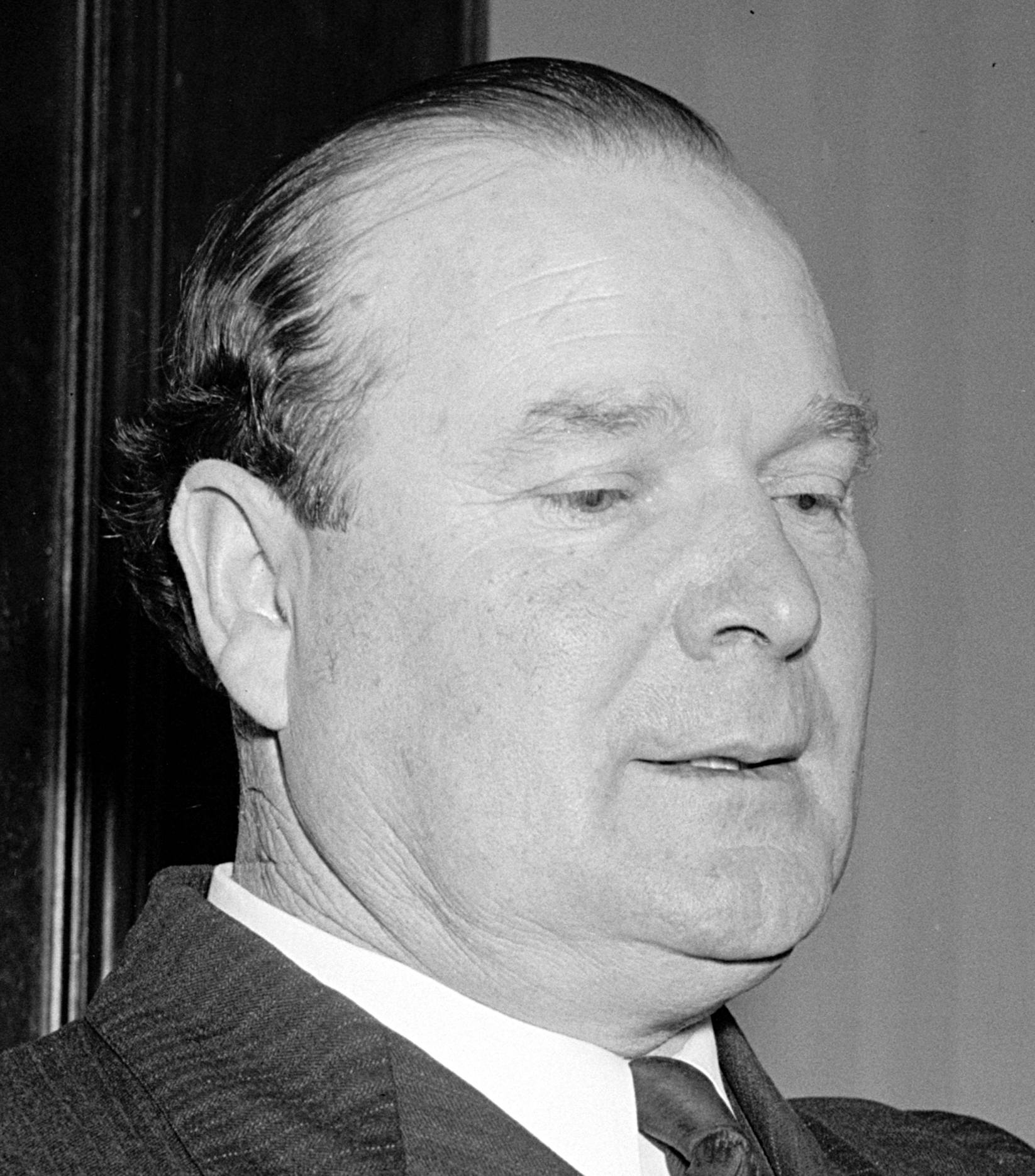
Clyde L. Garrett (1939)

Clyde Leonard Garrett (* 16. Dezember 1885 bei Gorman, Eastland County, Texas; † 18. Dezember 1959 in Eastland, Texas) war ein US-amerikanischer Politiker. Zwischen 1937 und 1941 vertrat er den Bundesstaat Texas im US-Repräsentantenhaus.

## Werdegang
Clyde Garrett besuchte die öffentlichen Schulen seiner Heimat sowie das Hankins′ Normal College. Er wuchs auf einer Farm auf und war danach für einige Zeit als Eisenbahnarbeiter tätig. In den Jahren 1906 und 1907 unterrichtete er als Lehrer in Sweetwater. Von 1907 bis 1912 arbeitete er bei der Finanzbehörde; von 1913 bis 1919 war er als Clerk bei der Verwaltung im Eastland County angestellt. Von 1920 bis 1922 arbeitete Garrett in der Immobilienbranche, im Versicherungswesen und in der Bankenbranche. Außerdem war er in den Jahren 1922 und 1923 Stadtdirektor (City Manager) in Eastland. Zwischen 1929 und 1936 amtierte er als Bezirksrichter.
Politisch war Garrett Mitglied der Demokratischen Partei. Bei den Kongresswahlen des Jahres 1936 wurde er im 17. Wahlbezirk von Texas in das US-Repräsentantenhaus in Washington, D.C. gewählt, wo er am 3. Januar 1937 die Nachfolge von Thomas L. Blanton antrat. Nach einer Wiederwahl konnte er bis zum 3. Januar 1941 zwei Legislaturperioden im Kongress absolvieren. In dieser Zeit wurden weitere New-Deal-Gesetze der Bundesregierung unter Präsident Franklin D. Roosevelt verabschiedet. 1940 wurde Garrett von seiner Partei nicht mehr zur Wiederwahl nominiert.
Zwischen 1941 und 1942 arbeitete er für das Handelsministerium. Danach war er bis 1943 beim Office of War Information angestellt. 1944 strebte er erfolglos die Nominierung seiner Partei für die Kongresswahlen an. In den Jahren 1949 und 1950 war er für die Veterans′ Administration, die sich mit den Angelegenheiten der Kriegsveteranen befasste, tätig. Von 1951 bis 1956 fungierte er als Leiter von deren Niederlassung in Waco. Im Jahr 1958 strebte er erfolglos den Posten eines Bezirksrichters im Eastland County an. Clyde Garrett starb am 18. Dezember 1959 in Eastland, wo er auch beigesetzt wurde.